# Алжир (город)
Алжи́р (араб. مدينة الجزائر‎, Madīnat al-Jazā'ir, Эль-Джезаир; фр. Alger) — столица и крупнейший город государства Алжир. Название города происходит от «аль-Джазаир», что в переводе с арабского обозначает «острова», так как раньше рядом с городом находились 4 острова, которые стали частью материка в 1525 году. Административный центр вилайета Алжир. Население 2,9 млн чел., а агломерации — около 3,35 млн жителей. Географические координаты: 36°47′ с. ш. 3°04′ в. д.. Стоит на Средиземном море. В 2011 году открылись Алжирский метрополитен и Алжирский трамвай.
Современная часть города простирается вдоль побережья, древняя часть города взбирается на крутой холм, на вершине которого находится цитадель на высоте около 140 метров над уровнем моря.

## Этимология
Название города происходит от арабского араб. الجزائر‎ Аль-Джазаир, которое переводится как «Острова» и отсылает к четырём островам, прилегавшим к побережью города и ставшим частью «большой земли» в 1525 году). В свою очередь название Аль-Джазаир является сокращением старого названия города араб. جزائر بني مزغانة‎ Джазаир Бани Мазхана, которое использовалось такими средневековыми географами, как Ал-Идриси и Якут аль-Хамави. По имени города государство получило то же название.

## История
Город основан в 944 году одним из основателей берберской династии Зиридов Бологгином ибн Зири на месте древнего финикийского поселения Икосим, впоследствии переименованного римлянами в Икозиум. Икосим был небольшим городом, по берегу Алжирского залива находилось несколько подобных мелких поселений: Рапидум, Русугуния и другие. При Веспасиане жителям Икосиума было дано латинское право.
Хотя Зириды были свергнуты Рожером II Сицилийским в 1148 году, контроль над Алжиром они утратили ещё в 1014 году, уступив его своим соплеменникам Хаммадидам В 1159 году контроль над городом установили Альмохады. В XIII веке город перешёл под управлением султанов Тлемсена. Являясь номинально частью Тлемсена, Алжир сохранял значительную самостоятельность.
В начале 1302 года островок Пенон у входа в бухту Алжира захватили испанцы, результатом чего стала активизация торговли между Алжиром и Испанией. Тем не менее значение Алжира было незначительным вплоть до изгнания мавров из Испании, многие из которых нашли пристанище в Алжире. В 1510 году после оккупации Орана и ряда других городов побережья Северной Африки, испанцы укрепили островок Пенон и ввели таможенные сборы в целях подавления деятельности пиратов.

### Оттоманский период
В 1516 году эмир Алжира, Селим Теуми, пригласил братьев-корсаров Аруджа и Хайреддина Барбароссу изгнать испанцев из Алжира. В том же году Арудж Барбаросса захватил город и после заказного убийства Селима стал фактическим правителем города. После его смерти контроль над городом перешёл к его брату — Хайреддину. Хайреддин Барбаросса утратил контроль над Алжиром в 1524 году, однако восстановил его в 1529 году и затем пригласил султана Сулеймана Великолепного принять суверенитет над территорией и присоединить Алжир к Османской империи.
Алжир стал главной базой берберских пиратов. В октябре 1541 года в ходе Алжирской экспедиции король Испании и император Священной римской империи Карл V намеревался захватить город, однако в результате шторма пострадало значительное число его судов, и его армия в количестве 30 000 человек была разбита алжирским пашой Хассаном.
Поскольку Алжир находился на периферии экономических интересов как Османской империи, так и Европы, и завися от Средиземного моря, которое все в большей мере стало использоваться европейцами для судоходства, основной сферой его экономики стало пиратство. Результатом этого стало усиление борьбы различных государств с алжирскими пиратами, контролировавшими Западное Средиземноморье и рейды которых достигали берегов Исландии.
В оттоманский период город был окружён со всех сторон, кроме набережной, крепостными стенами. Доступ в город обеспечивался через пять ворот. В 1556 году в самой высокой части стены была возведена цитадель. Главная дорога, пересекавшая город с севера на юг, делила его на Верхний и Нижний город. Верхний город (аль-Габаль или 'гора') состоял из 50 кварталов, в которых проживали андалусийцы, евреи, мавры и кабилы. Административным, военным и торговым центром Алжира был Нижний город (аль-Вата или 'равнины'), в котором проживали представители турецкой администрации и семьи других представителей высшего класса.
В 1816 году город подвергся бомбардировке британской эскадрой под командованием лорда Эксмута, которая при содействии голландских военных кораблей уничтожила пиратский флот.

### Французский период
4 июля 1830 года под предлогом оскорбления французского консула, которого ударил местный дей после того, как консул заявил об отказе французского правительства погашать задолженность перед двумя крупными алжирскими купцами, город атаковала французская армия под началом генерала де Бурмона. На следующий день город капитулировал. Алжир стал столицей колонии Французский Алжир.
В колониальный период в городе поселилось много европейцев. К началу XX века они составляли большинство населения города В 1930-е года архитектор Ле Корбюзье составил план полной перестройки города. Ле Корбюзье критиковал разницу в жизненных стандартах жителей европейского и африканского происхождения. Однако его план был проигнорирован французской администрацией.
Во время Второй мировой войны Алжир стал последним городом, освобождённым союзниками во время операции «Факел». Здесь размещалась штаб-квартира союзного командования. После окончания войны за независимость Алжира — столица государства.

### Современный период
В 1962 году после кровопролитной борьбы за независимость (число погибших оценивается в 350 000—1 500 000 человек) Республика Алжир обрела независимость, а город стал её столицей. С тех пор, несмотря на иммиграцию франкоалжирцев, город значительно вырос. Население городской агломерации превысило 5 млн человек (10 % от населения страны).

## Климат
Климат Алжира умеренно-тёплый без регулярного снежного покрова с сухим летом. По классификации климатов Кёппена — средиземноморский с жарким летом (индекс Csa). Среднегодовая температура составляет 17,7 °C.
Особенностью местного микроклимата является наличие к югу от города Атласских гор. В ночные часы в той или иной степени южный ветер приводит к стоку воздуха в город, следствием чего в зимние месяцы порой возможны слабые заморозки, а ночи при высоких дневных температурах становятся относительно прохладными, особенно в зимние месяцы. Вместе с тем, при выносе горячих воздушных масс с Сахары возможны температуры выше +40 °C в тени. Зимы дождливые, чему также способствует блокировка гор переносу влажных воздушных масс на юг в сторону Сахары, летом осадки очень редки. Наиболее тёплым месяцем года является август, а не июль. Снег выпадает очень редко: в 2012 году в Алжире выпало 10 сантиметров снега, что стало первым снегопадом за 8 лет.
| Показатель                                                    | Янв. | Фев. | Март | Апр. | Май  | Июнь | Июль | Авг. | Сен. | Окт. | Нояб. | Дек. | Год  |
| ------------------------------------------------------------- | ---- | ---- | ---- | ---- | ---- | ---- | ---- | ---- | ---- | ---- | ----- | ---- | ---- |
| Абсолютный максимум, °C                                       | 24,4 | 30   | 28,8 | 37,2 | 41,2 | 44,6 | 41,1 | 47,2 | 44,4 | 37,7 | 31,1  | 29,1 | 47,2 |
| Средний суточный максимум, °C                                 | 14,9 | 15,9 | 17,3 | 19,7 | 22,5 | 25,6 | 28,5 | 29,5 | 27,0 | 23,2 | 18,8  | 15,6 | 21,5 |
| Средняя температура, °C                                       | 11,5 | 12,1 | 13,5 | 15,5 | 18,2 | 21,5 | 24,3 | 25,2 | 23,3 | 19,4 | 15,1  | 12,3 | 17,7 |
| Средний суточный минимум, °C                                  | 8,1  | 8,3  | 9,7  | 11,3 | 14,0 | 17,4 | 20,2 | 21,0 | 19,6 | 15,7 | 11,5  | 9,0  | 11,5 |
| Абсолютный минимум, °C                                        | −11  | −8   | −5   | 3,8  | 3,8  | 9,4  | 13,4 | 13,8 | 11,6 | 7,2  | −4    | −10  | −11  |
| Норма осадков, мм                                             | 112  | 84   | 74   | 41   | 46   | 15   | 1    | 5    | 41   | 79   | 130   | 137  | 764  |
| Источник: ADH.org, Météo France и Climate zone, Климат Алжира |      |      |      |      |      |      |      |      |      |      |       |      |      |

## Население
Население города в 1838 году насчитывало 30 395 человек, а в 1881 году доходило уже до 70 747 человек. В 1900 году в городе проживало порядка 97 000 человек, из которых 10 000 составляли евреи. В 1940 году численность население города превысила 300 000 человек, в 1960 — 900 000. В 1963 численность населения составила 600 000 человек. В колониальный период значительную часть населения составляли франкоалжирцы (пье-нуар).
| 1977, перепись | 1987, перепись | 1998, перепись | 2008, перепись | 2011, оценка |
| 1 523 000      | 1 507 241      | 2 086 212      | 2 364 230      | 2 916 000    |

Этнический состав населения:
- 53 % арабы
- 44 % берберы
- 3 % другие народы (в основном китайцы, вьетнамцы и выходцы из Мали)

## Экономика
Алжир является важнейшим финансовым и промышленным центром страны. Порт на Средиземном море. Развиты машиностроение, пищевая, текстильная, химическая и нефтеперерабатывающая промышленности. Действует фондовая биржа.

## Образование
В Алжире находится множество учебных заведений, в том числе Университет науки и технологии имени Хуари Бумедьена, Университет Алжир-1, Университет Алжир-2, Университет Алжир-3 и множество институтов: Высшая национальная школа агрономии (единственный в стране институт, готовящий инженеров сельскохозяйственного производства), Высшая национальная школа информатики Алжира, Национальная политехническая школа Алжира, Высшая деловая школа Алжира и другие.

## Транспорт
- Сеть из 54 городских и пригородных автобусных маршрутов (обслуживается ETUSA).
- SNTF (национальная железнодорожная компания) — связывает столицу с пригородами.
- Алжирский метрополитен, запущенный в эксплуатацию 1 ноября 2011 года.
- Алжирский трамвай, запущенный в эксплуатацию 8 мая 2011 года.
- Аэропорт Алжир Хуари Бумедьен, расположенный в 20 км от города.

Через Алжир проходит два трансафриканских автомобильных маршрута:
1. Шоссе Каир-Дакар[англ.]
2. Транссахарское шоссе

## Достопримечательности
- Старый город (касба) Алжира
- Мечети:
  - Большая мечеть (1096) с минаретом (1323),
  - мечеть-усыпальница Сидд Абдаррахман,
  - мечеть Кетшава
  - мечеть Джамаа аль-Джедид (XVII век),
- Базилика Африканской Богоматери (XIX век).
- Памятник Славы и Мученичества Памятник Славы и Мученичества

## Города-побратимы
- Нью-Йорк, США
- Пекин, Китай (11 сентября 1989)
- Каир, Египет
- Монреаль, Канада
- Москва, Россия

## В астрономии
В честь Алжира назван астероид (858) Эль Дьезар, открытый в 1916 году французским астрономом Фредериком Си в Алжирской обсерватории

## Окрестности
В этой вилайе есть несколько жилых и экономических районов, таких как:
- Старая Касба в Алжире
- Таменфуст
- Яхья Боссехаки